# Nabalamprophyllit
Nabalamprophyllit là một khoáng vật silicat đảo kép, có công thức hóa học là Ba(Na,Ba){Na3Ti[Ti2O2Si4O14](OH,F)2}. Tên gọi có nguồn gốc từ hợp phần các nguyên tố của nó (Naba, natri -Na và bari -Ba), và có quan hệ với nhóm khoáng vật lamprophyllit. Lamprophyllit là khoáng vật silicat chứa ít Ti thường được tìm thấy trong các đá mácma xâm nhập ..